# 3 (numero)

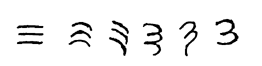
Un'ipotetica evoluzione della cifra tre dagli Indiani agli Europei

Tre (cf. latino tres, greco τρεῖς, sanscrito tráyaḥ, gotico þreis, antico slavo trje, arabo thalātha) è il numero naturale dopo il 2 e prima del 4.

## Proprietà matematiche
- È un numero dispari.
- È un numero difettivo.
- È il secondo numero primo, dopo il 2 e prima del 5, il primo ad essere anche euclideo (3 = 2 + 1).
- È un numero primo di Mersenne, 3 = 2² − 1.
- È un numero primo di Fermat, 3 = 220 + 1.
- È un numero primo di Sophie Germain.
- È un numero perfetto totiente.
- È un numero idoneo.
- È un numero di Ulam.
- È un numero di Wedderburn-Etherington.
- È il quarto numero della successione di Fibonacci, dopo il 2 e prima del 5.
- È un numero triangolare.
- È appartenente alla prima terna pitagorica (3,4,5).
- È il terzo numero della successione di Lucas, dopo l'1 e prima del 4.
- È un numero palindromo nel sistema numerico binario.
- È un numero fortunato.
- È un numero di Perrin.
- È un numero colombiano nel sistema numerico decimale.
- È un numero di Wagstaff.
- È un numero intero privo di quadrati.
- È un numero malvagio.
- È un termine della successione di Padovan.
- È un numero di Cullen.

## Chimica
- È il numero atomico del Litio (Li).

## Astronomia
- 3D/Biela è una cometa periodica perduta del sistema solare.
- 3 Juno è  un asteroide battezzato così in onore alla dea Giunone, la sposa di Giove.
- L'oggetto numero 3 del Catalogo di Messier (M3) è un ammasso globulare nella costellazione dei Cani da caccia.
- NGC 3 è una galassia lenticolare della costellazione dei Pesci.

## Astronautica
- Cosmos 3 è un satellite artificiale russo.

## Simbologia

### Religione
- Nel cattolicesimo il numero 3 rappresenta la trinità.
- Il 3 è definito come numero perfetto benché non abbia nulla a che vedere con i numeri perfetti matematici.[1]

### Smorfia
- Nella smorfia napoletana il numero 3 è la gatta.

## Convenzioni

### Sport

#### Calcio
Il 3, nella numerazione di base del calcio a 11, è il numero del terzino sinistro.
Le seguenti squadre di calcio del campionato italiano hanno ritirato la maglia numero 3:
- Inter, in omaggio a Giacinto Facchetti
- Milan, in omaggio a Paolo Maldini

#### Pallacanestro
Le seguenti squadre di pallacanestro della NBA hanno ritirato la maglia numero 3:
- Boston Celtics, in omaggio a Dennis Johnson
- New Jersey Nets, in omaggio a Dražen Petrović
- Philadelphia 76ers, in omaggio a Allen Iverson
- Miami Heat, in onore di Dwyane Wade

#### Rugby
Nel rugby a 15 la maglia numero 3 è indossata dal pilone destro.

## Cinema
- 3 - film del 1996 di Christian De Sica

## Musica
- È capitato che nei titoli di alcuni album vi sia stato un riferimento al numero 3, quando si trattava del terzo album dei rispettivi autori. Alcuni esempi sono: Volume 3º di Fabrizio De André, Litfiba 3 dei Litfiba, 3Prozac+ dei Prozac+, Tabula Rasa Elettrificata (acronimo: T.R.E.) dei C.S.I., 3 dei Soulfly, 3 dei FireHouse, #3 degli Script Invece, nell'album Trama tenue di Ginevra Di Marco (in questo caso precisiamo che si tratta del primo e non del terzo album della cantante), il terzo brano si intitola 3. Il terzo album dei Led Zeppelin è intitolato semplicemente III così come il terzo album dei  Firebird è intitolato N°3.
- 3 è il titolo di un singolo di Britney Spears.

## Aziende
- 3 è un marchio di servizi di telefonia mobile del gruppo cinese Hutchison Whampoa.

## Termini derivati
- Sistema di numerazione ternario
- Insieme ternario di Cantor
- Problema dei tre corpi
- Successione Tribonacci
- Terno al lotto
- Terziario
- Terzino
- Trealberi
- Trebaseleghe
- Triade
- Triangolo
- Triassico
- Triatomico
- Tricase
- Triciclo
- Tricipite brachiale
- Tricipite surale
- Triclinio
- Tricotomia
- Tricorno
- Tricromia
- Tridente
- Triedro
- Trifase
- Trifoglio
- Trifora
- Trigemino
- Triglifo
- Trigonometria
- Trilobito
- Trilogia
- Trimarano
- Trimestre
- Trimetro
- Trimorfismo
- Trimurti
- Trinacria
- Trinità
- Trio
- Triodo
- Tripla di Steiner
- Tripletta
- Triplice intesa
- Triploidia
- Tripoli
- Trireme
- triregno
- Tris
- Trisezione di un angolo
- Trisillabo
- Trittico
- Trittongo
- Triumviro
- Trivio
- Trizio